# キングストレイル
キングストレイルは、日本、のちにアイルランドの競走馬。馬名の意味は「王者の軌跡・道筋」。また「トレイル」の名は母方の祖母ハッピートレイルズにちなむ。2005年のセントライト記念や2007年の京成杯オータムハンデキャップを制した。

## 経歴

### 2004年
8月に札幌競馬場でデビュー。1番人気で初出走初勝利を挙げる。その後はクローバー賞、京王杯2歳ステークスで2着に入るなど好走するが、暮れの朝日杯フューチュリティステークスを前に骨折が判明し、約10か月の休養に入る。

### 2005年
休養を経て緒戦はセントライト記念に出走。久々のレースながら、マイネルレコルトなど相手に勝利を収め、重賞初制覇となった。その後、初のGI天皇賞・秋に出走するも出遅れ、16着に敗れた。

### 2006年
その後は2006年はダービー卿チャレンジトロフィーで2着となるも勝ち星から遠ざかる。4月の谷川岳ステークス出走後、再び9ヶ月の休養に入る。

### 2007年
休養明け3戦目となる東風ステークスを制し、久々の勝利を挙げる。その後、約5ヵ月半休養の後京成杯オータムハンデキャップに出走、これも制し重賞2勝目をあげた。勢いに乗って第41回スプリンターズステークスに出走。初の1200mのレースへの出走ながら4着に入った。10月3日に発表された重賞・オープン特別競走レーティングでは、京成杯オータムハンデキャップの勝利で108ポンドの評価を得た。スプリンターズステークス後はスワンステークスに出走するも、6着に敗れた。なお、第1希望で香港マイル、第2希望で香港スプリントに予備登録を行っていたが回避することになり、第24回マイルチャンピオンシップに出走したが、7番人気で6着となった。

### 2008年
4ヶ月休養の後、ダービー卿チャレンジトロフィーから始動するが、出遅れてしまいスローペースに見舞われ11着だった。中一週で臨んだ読売マイラーズカップは安藤勝己に乗り代わり、直線で先頭にたったが、そのせいで馬が集中力を欠き5着。続く京王杯スプリングカップでは初めてブリンカーを着け、直線で今度は内ラチ沿いで1頭になってしまい、またしても集中力を欠き5着だった。
ここでマイル路線からスプリント路線に転向。去年のスプリンターズステークス以来となる函館スプリントステークスに、2歳時以来となるダグラス・ホワイトを鞍上に迎え出走。4コーナーで窮屈になったが、3着に入りスプリント適性を見せた。続くオープン特別のUHB杯では不良馬場や57.5キロの斤量を背負わされたこともあり3着に敗れた。続くキーンランドカップでも出遅れて4着に敗れた。
マイル、スプリントと勝ちきれないレースが続き、ここで距離を一気に伸ばし、2200メートルのオールカマーに出走。積極的な逃げを打ち2着に粘った。しかし、3歳以来となる天皇賞・秋に出走も3番手から伸びきれず9着に敗れた。

### 2009年
1月4日の中山金杯から始動したが、いいところなく7着に敗れた。続く1月25日のアメリカジョッキークラブカップでは5着だった。その後、3月1日の中山記念に出走、スタートから逃げるものの、最後の直線でカンパニーらに捕らえられ4着に敗れた。続く3月28日の日経賞ではブービーの13着と大敗した。その後、初のダート戦となる5月10日のオアシスステークスに出走。道中は先行集団についていたが4コーナーで後退してしまい、16着と殿負けに終わった。その後、8月9日の関屋記念では好位集団でレースを進めるも、直線で失速し11着と大敗した。

### 2010年
2月28日の中山記念から始動。好位でレースを進めるも直線で失速して14着と大敗した。3月27日の日経賞では好スタートからハナを奪い逃げるものの直線で一杯になり14着に敗れた。そして4月7日付でJRA競走馬登録を抹消され、現役を引退した。その後は生まれ故郷のノーザンファームにて繋養されていた。

### 2011年以降
アイルランドからのオファーを受け、引退後の現地での種牡馬入りを前提として2011年2月に輸出され、現地で開業する児玉敬厩舎で競走馬として復帰することとなる。12月17日の準重賞ケベックステークスで復帰し、復帰初戦は4馬身以上離された9着。2012年1月27日のオープン戦では1馬身差の2着。2月25日の準重賞ウィンターダービートライアルステークスでは逃げ切りを図るが約2馬身差の4着だった。3月31日の準重賞マグノリアステークスに出走し、1着から約8馬身差の4着に敗れた。約3か月ぶりの出走となった6月20日のロイヤルハントカップでは1着から70馬身以上離された29着に終わった。その後3走したが勝てず、2013年1月4日のレースで5着に敗れたのを最後に現役を引退し、アイルランドのロングフォードハウススタッドで種牡馬となった。

## 競走成績
以下の内容はnetkeiba.comの情報に基づく。
| 競走日     | 競馬場 | 競走名           | 格     | 距離（馬場）  | 頭 数 | 枠 番 | 馬 番 | オッズ （人気） | 着順 | タイム （上がり3F） | 着差  | 騎手        | 斤量 [kg] | 1着馬（2着馬）         | 馬体重 [kg] |
| ---------- | ------ | ---------------- | ------ | ------------- | ----- | ----- | ----- | --------------- | ---- | ------------------- | ----- | ----------- | --------- | ---------------------- | ----------- |
| 2004.08.14 | 札幌   | 2歳新馬          |        | 芝1800m（良） | 12    | 1     | 1     | 001.20（1人）   | 01着 | R1:52.1（35.9）     | -0.4  | 0D.ホワイト | 54        | （オロチ）             | 494         |
| 0000.08.28 | 札幌   | クローバー賞     | OP     | 芝1500m（良） | 12    | 8     | 12    | 001.50（1人）   | 02着 | R1:30.0（35.3）     | -0.0  | 0岡部幸雄   | 54        | モエレフェニックス     | 486         |
| 0000.10.23 | 東京   | いちょうS        | OP     | 芝1600m（良） | 8     | 8     | 8     | 001.70（1人）   | 03着 | R1:35.6（34.3）     | -0.0  | 0岡部幸雄   | 55        | ニシノドコマデモ       | 486         |
| 0000.11.13 | 東京   | 京王杯2歳S       | GII    | 芝1400m（良） | 14    | 5     | 8     | 004.00（3人）   | 02着 | R1:22.3（34.6）     | -0.2  | 0O.ペリエ   | 55        | スキップジャック       | 484         |
| 2005.09.18 | 中山   | セントライト記念 | GII    | 芝2200m（良） | 15    | 8     | 14    | 021.40（8人）   | 01着 | R2:11.8（34.6）     | -0.0  | 0北村宏司   | 56        | （フサイチアウステル） | 488         |
| 0000.10.30 | 東京   | 天皇賞（秋）     | GI     | 芝2000m（良） | 18    | 4     | 8     | 034.1（10人）   | 16着 | R2:01.1（32.7）     | -1.0  | 0福永祐一   | 56        | ヘヴンリーロマンス     | 486         |
| 0000.12.17 | 中山   | ディセンバーS    | OP     | 芝1800m（良） | 13    | 7     | 11    | 002.50（1人）   | 04着 | R1:47.4（35.4）     | -0.3  | 0K.デザーモ | 56        | グレイトジャーニー     | 500         |
| 2006.01.05 | 中山   | 中山金杯         | GIII   | 芝2000m（良） | 14    | 6     | 10    | 003.30（1人）   | 06着 | R1:59.7（35.9）     | -0.3  | 0北村宏司   | 55        | ヴィータローザ         | 502         |
| 0000.01.28 | 東京   | 東京新聞杯       | GIII   | 芝1600m（良） | 16    | 3     | 6     | 007.10（4人）   | 06着 | R1:34.0（34.3）     | -0.3  | 0北村宏司   | 55        | フジサイレンス         | 500         |
| 0000.03.19 | 中山   | 東風S            | OP     | 芝1600m（良） | 14    | 7     | 12    | 005.40（2人）   | 02着 | R1:34.0（36.0）     | -0.4  | 0北村宏司   | 56        | インセンティブガイ     | 496         |
| 0000.04.02 | 中山   | ダービー卿CT     | GIII   | 芝1600m（良） | 16    | 5     | 10    | 008.20（3人）   | 02着 | R1:32.7（33.7）     | -0.3  | 0北村宏司   | 56        | グレイトジャーニー     | 496         |
| 0000.04.30 | 新潟   | 谷川岳S          | OP     | 芝1400m（良） | 15    | 7     | 13    | 003.00（1人）   | 09着 | R1:21.7（35.7）     | -0.6  | 0鹿戸雄一   | 57        | チアフルスマイル       | 490         |
| 2007.01.13 | 中山   | ニューイヤーS    | OP     | 芝1600m（良） | 15    | 7     | 14    | 005.00（2人）   | 04着 | R1:33.8（35.3）     | -0.4  | 0北村宏司   | 56        | ダンスインザモア       | 512         |
| 0000.01.27 | 東京   | 東京新聞杯       | GIII   | 芝1600m（良） | 15    | 4     | 8     | 011.40（4人）   | 11着 | R1:34.0（35.3）     | -1.3  | 0北村宏司   | 56        | スズカフェニックス     | 514         |
| 0000.03.18 | 中山   | 東風S            | OP     | 芝1600m（良） | 16    | 5     | 10    | 004.50（2人）   | 01着 | R1:33.6（35.7）     | -0.0  | 0田中勝春   | 56        | （インセンティブガイ） | 508         |
| 0000.09.09 | 中山   | 京成杯AH         | GIII   | 芝1600m（良） | 16    | 1     | 2     | 006.00（2人）   | 01着 | R1:32.6（34.4）     | -0.3  | 0田中勝春   | 57        | （カンファーベスト）   | 494         |
| 0000.09.30 | 中山   | スプリンターズS  | GI     | 芝1200m（不） | 16    | 8     | 16    | 007.00（4人）   | 04着 | R1:09.6（35.8）     | -0.2  | 0田中勝春   | 57        | アストンマーチャン     | 500         |
| 0000.10.27 | 京都   | スワンS          | GII    | 芝1400m（稍） | 18    | 4     | 8     | 004.60（2人）   | 06着 | R1:21.4（34.8）     | -0.7  | 0田中勝春   | 57        | スーパーホーネット     | 500         |
| 0000.11.18 | 京都   | マイルCS         | GI     | 芝1600m（良） | 18    | 2     | 3     | 018.40（7人）   | 06着 | R1:33.3（34.8）     | -0.6  | 0岩田康誠   | 57        | ダイワメジャー         | 496         |
| 2008.04.06 | 中山   | ダービー卿CT     | GIII   | 芝1600m（良） | 16    | 4     | 8     | 005.40（2人）   | 11着 | R1:34.7（34.3）     | -0.5  | 0田中勝春   | 58        | サイレントプライド     | 502         |
| 0000.04.19 | 阪神   | マイラーズC      | GII    | 芝1600m（良） | 15    | 7     | 13    | 010.60（5人）   | 05着 | R1:33.9（34.7）     | -0.3  | 0安藤勝己   | 57        | カンパニー             | 500         |
| 0000.05.17 | 東京   | 京王杯SC         | GII    | 芝1400m（良） | 17    | 1     | 2     | 015.20（4人）   | 05着 | R1:21.3（33.7）     | -0.5  | 0安藤勝己   | 57        | スーパーホーネット     | 504         |
| 0000.07.06 | 函館   | 函館スプリントS  | JpnIII | 芝1200m（良） | 16    | 4     | 8     | 011.50（4人）   | 03着 | R1:08.8（35.2）     | -0.4  | 0D.ホワイト | 57        | キンシャサノキセキ     | 502         |
| 0000.08.03 | 函館   | UHB杯            | OP     | 芝1200m（不） | 16    | 4     | 7     | 003.30（1人）   | 03着 | R1:11.2（36.2）     | -0.4  | 0D.ホワイト | 57.5      | マヤノツルギ           | 498         |
| 0000.08.31 | 札幌   | キーンランドC    | JpnIII | 芝1200m（良） | 16    | 1     | 1     | 014.50（7人）   | 04着 | R1:08.6（34.0）     | -0.7  | 0四位洋文   | 56        | タニノマティーニ       | 492         |
| 0000.09.28 | 中山   | オールカマー     | GII    | 芝2200m（良） | 14    | 6     | 10    | 018.20（6人）   | 02着 | R2:12.3（35.1）     | -0.3  | 0横山典弘   | 57        | マツリダゴッホ         | 484         |
| 0000.11.02 | 東京   | 天皇賞（秋）     | GI     | 芝2000m（良） | 17    | 5     | 10    | 109.2（16人）   | 09着 | R1:57.7（35.3）     | -0.5  | 0北村宏司   | 58        | ウオッカ               | 492         |
| 2009.01.04 | 中山   | 中山金杯         | GIII   | 芝2000m（良） | 16    | 3     | 6     | 008.90（5人）   | 07着 | R1:58.9（35.9）     | -0.4  | 0田中勝春   | 57.5      | アドマイヤフジ         | 506         |
| 0000.01.25 | 中山   | AJCC             | GII    | 芝2200m（良） | 13    | 8     | 12    | 011.10（6人）   | 05着 | R2:14.4（36.4）     | -0.5  | 0田中勝春   | 57        | ネヴァブション         | 508         |
| 0000.03.01 | 中山   | 中山記念         | GII    | 芝1800m（稍） | 10    | 3     | 3     | 008.00（5人）   | 04着 | R1:49.3（35.2）     | -0.1  | 0北村宏司   | 57        | カンパニー             | 508         |
| 0000.03.28 | 中山   | 日経賞           | GII    | 芝2500m（良） | 14    | 3     | 4     | 017.00（6人）   | 13着 | R2:33.1（36.9）     | -1.9  | 0北村宏司   | 57        | アルナスライン         | 508         |
| 0000.05.10 | 東京   | オアシスS        | OP     | ダ1600m（良） | 16    | 7     | 14    | 010.10（5人）   | 16着 | R1:47.7（49.2）     | -12.5 | 0安藤勝己   | 57.5      | アドマイヤスバル       | 502         |
| 0000.08.09 | 新潟   | 関屋記念         | GIII   | 芝1600m（稍） | 18    | 4     | 7     | 037.8（10人）   | 11着 | R1:33.6（33.7）     | -0.9  | 0北村宏司   | 57        | スマイルジャック       | 498         |
| 2010.02.28 | 中山   | 中山記念         | GII    | 芝1800m（不） | 16    | 8     | 15    | 064.3（14人）   | 14着 | R1:56.5（42.5）     | -4.8  | 0北村宏司   | 57        | トーセンクラウン       | 506         |
| 0000.03.27 | 中山   | 日経賞           | GII    | 芝2500m（稍） | 15    | 7     | 12    | 175.8（13人）   | 14着 | R2:35.0（37.4）     | -0.9  | 0北村宏司   | 57        | マイネルキッツ         | 500         |

## 血統表
| キングストレイルの血統             | キングストレイルの血統                 | キングストレイルの血統                 | （血統表の出典）                       | （血統表の出典） |
| 父系                               | サンデーサイレンス系                   | サンデーサイレンス系                   | サンデーサイレンス系                   | [ § 2 ]          |
| 父 *サンデーサイレンス 1986 青鹿毛 | 父の父Halo 1969 黒鹿毛                 | Hail to Reason                         | Turn-to                                | Turn-to          |
| 父 *サンデーサイレンス 1986 青鹿毛 | 父の父Halo 1969 黒鹿毛                 | Hail to Reason                         | Nothirdchance                          |                  |
| 父 *サンデーサイレンス 1986 青鹿毛 | 父の父Halo 1969 黒鹿毛                 | Cosmah                                 | Cosmic Bomb                            | Cosmic Bomb      |
| 父 *サンデーサイレンス 1986 青鹿毛 | 父の父Halo 1969 黒鹿毛                 | Cosmah                                 | Almahmoud                              |                  |
| 父 *サンデーサイレンス 1986 青鹿毛 | 父の母Wishing Well 1975 鹿毛           | Understanding                          | Promised Land                          | Promised Land    |
| 父 *サンデーサイレンス 1986 青鹿毛 | 父の母Wishing Well 1975 鹿毛           | Understanding                          | Pretty Ways                            |                  |
| 父 *サンデーサイレンス 1986 青鹿毛 | 父の母Wishing Well 1975 鹿毛           | Mountain Flower                        | Montparnasse                           | Montparnasse     |
| 父 *サンデーサイレンス 1986 青鹿毛 | 父の母Wishing Well 1975 鹿毛           | Mountain Flower                        | Edelweiss                              |                  |
| 母 サンタフェトレイル 1994 鹿毛    | 母の父*ノーザンテースト 1971 栗毛      | Northern Dancer                        | Nearctic                               | Nearctic         |
| 母 サンタフェトレイル 1994 鹿毛    | 母の父*ノーザンテースト 1971 栗毛      | Northern Dancer                        | Natalma                                |                  |
| 母 サンタフェトレイル 1994 鹿毛    | 母の父*ノーザンテースト 1971 栗毛      | Lady Victoria                          | Victoria Park                          | Victoria Park    |
| 母 サンタフェトレイル 1994 鹿毛    | 母の父*ノーザンテースト 1971 栗毛      | Lady Victoria                          | Lady Angela                            |                  |
| 母 サンタフェトレイル 1994 鹿毛    | 母の母*ハッピートレイルズ 1984 鹿毛    | *ポッセ                                | Forli                                  | Forli            |
| 母 サンタフェトレイル 1994 鹿毛    | 母の母*ハッピートレイルズ 1984 鹿毛    | *ポッセ                                | In Hot Pursuit                         |                  |
| 母 サンタフェトレイル 1994 鹿毛    | 母の母*ハッピートレイルズ 1984 鹿毛    | *ロイコン                              | High Top                               | High Top         |
| 母 サンタフェトレイル 1994 鹿毛    | 母の母*ハッピートレイルズ 1984 鹿毛    | *ロイコン                              | Madelon                                |                  |
| 母系(F-No.)                        | (FN:4-d)                               | (FN:4-d)                               | (FN:4-d)                               | [ § 3 ]          |
| 5代内の近親交配                    | Almahmoud 4×5、Lady Angela 5･4（母内） | Almahmoud 4×5、Lady Angela 5･4（母内） | Almahmoud 4×5、Lady Angela 5･4（母内） | [ § 4 ]          |
| 出典                               | 1. 2. 3. 4.                            | 1. 2. 3. 4.                            | 1. 2. 3. 4.                            | 1. 2. 3. 4.      |

- 母は中央競馬で通算5勝をあげ、グレードレースにも駒を進めた。
- 半妹ロレットチャペル（父フレンチデピュティ）の孫にミュージアムマイル（2025年皐月賞）がいる。
- 叔母にシンコウラブリイ（1993年マイルチャンピオンシップ）、ハッピーパス（2003年京都牝馬ステークス）、叔父にタイキマーシャル（1997年エプソムカップ）がいる。
- このほか、従兄弟にロードクロノス（2001年中京記念）、タイキエルドラド（1997年アルゼンチン共和国杯）、タイキトレジャー（2000年函館スプリントステークス）などの活躍馬がいる。